# 田代民治
田代 民治（たしろ たみはる、1948年（昭和23年）8月21日 - 2025年4月13日）は、日本の土木工学者、実業家。

## 経歴
福岡県出身。福岡県立修猷館高等学校を経て、1971年（昭和46年）東京大学工学部土木工学科を卒業し、鹿島建設に入社する。1994年（平成6年）宮ヶ瀬ダム本体JV工事事務所長、1995年（平成7年）温井ダムJV工事事務所工事長、2005年（平成17年）執行役員東京土木支店長、2007年（平成19年）常務執行役員土木管理本部長を経て、2010年（平成22年）代表取締役副社長執行役員に就任する。
土木学会では盤力学委員会ダム小委員会委員、理事、副会長、創立100周年事業実行委員会副委員長、会長を歴任した。会長在任中、生産現場の働き方改革、生産性向上などに尽力した。ほか、ダム工学会会長を務めた。
2025年4月13日、病気のため千葉県の病院で死去。76歳没。